# Joyride (film)
Pour plus de détails, voir Fiche technique et Distribution.
Joyride est un film américain réalisé par Quinton Peeples, sorti en 1997 directement en vidéo.

## Synopsis
Mrs. Smith, une femme mystérieuse, s'arrête dans un hôtel d'une petite ville. J.T., fils du patron de l'hôtel qui vient de terminer le lycée, vole le cabriolet de Mrs. Smith pour impressionner Tanya, une jeune cliente avec qui il flirte. Il ne se doute pas que Mrs. Smith est une tueuse à gages et que sa dernière victime est dans le coffre du cabriolet.

## Fiche technique
- Réalisation : Quinton Peeples
- Scénario : Quinton Peeples
- Photographie : S. Douglas Smith
- Montage : Cindy Parisotto
- Société de production : Trillion Entertainment
- Pays d'origine :  États-Unis
- Langue originale : anglais
- Genre : thriller
- Durée : 93 minutes
- Dates de sortie : 
  -  États-Unis : 18 novembre 1997 (direct-to-video)

## Distribution
- Tobey Maguire : J.T.
- Amy Hathaway : Tanya
- Wilson Cruz : James
- Christina Naify : Ms. Smith
- Adam West : Harold
- Benicio del Toro : inspecteur Lopez
- Steven Gilborn : Arthur
- J.P. Bumstead : Dr Brewer
- Kenn Norman : Shérif Cork
- Judson Mills : Redneck Joey
- James Karen : le client

## Accueil
Le film obtient 20 % de critiques positives, avec une note moyenne de 4,5/10 et sur la base de 5 critiques collectées, sur le site Rotten Tomatoes.